# Mike Zwerin
Mike Zwerin (18. května 1930 – 2. dubna 2010) je americký jazzový pozounista. Narodil se v New Yorku, kde jeho otec působil jako prezident společnosti Capitol Steel Corporation. Studoval na Miamské univerzitě a během prázdnin, ve věku osmnácti let, začal vystupovat v nonetu trumpetisty Milese Davise. V padesátých letech se hudbě přestal věnovat, avšak po roce 1958 hrát v několika big bandech. V roce 1983 vydal autobiografickou knihu nazvanou Close Enough for Jazz.